# سمية البن
سُمِّيَّة البُّنّ فطر من جنس السمية.